# Diplazium fuertesii
Diplazium fuertesii är en majbräkenväxtart som beskrevs av Guido Georg Wilhelm Brause.
Diplazium fuertesii ingår i släktet Diplazium och familjen Athyriaceae. Inga underarter finns listade i Catalogue of Life.